# Calliptamus tenuicercis
Calliptamus tenuicercis är en insektsart som beskrevs av Yu S. Tarbinsky 1930. Calliptamus tenuicercis ingår i släktet Calliptamus och familjen gräshoppor. Inga underarter finns listade i Catalogue of Life.